# Frederik Jan van der Worp
Frederik Jan van der Worp (Steenwijkerwold, 20 oktober 1902) was van 1946 tot 1952 een Nederlands burgemeester. 
Hij werd geboren als zoon van Johan van der Worp (*1859, schoolhoofd) en Elsje Cornelia Heukels (*1865). Hij trad in de voetsporen van zijn vader en werd onderwijzer in Borger. Van 1933 tot 1940 was hij vakbestuurder bij het NVV. Begin 1946 werd Van  der Worp benoemd tot burgemeester van Westerbork. Tijdens zijn burgemeesterschap veranderde de functie van Kamp Westerbork van interneringskamp voor NSB'ers en zo, in een opvangcentrum voor mensen uit Nederlands-Indië. In september 1951 ging hij met ziekteverlof waarbij Jetze Tjalma, de burgemeester van Hoogeveen, tevens waarnemend burgemeester van Westerbork werd. Van der Worp werd enige tijd later geschorst en begin 1952 ontslagen vanwege gepleegde onregelmatigheden. Later woonde hij in Utrecht. 